# Ідальго (округ, Нью-Мексико)
Шаблон:StateAbbr_ 31°55′ пн. ш. 108°43′ зх. д. / 31.92° пн. ш. 108.71° зх. д.
Округ  Ідальго (англ. Hidalgo County) — округ (графство) у штаті  Нью-Мексико, США. Ідентифікатор округу 35023.

## Історія
Округ утворений 1919 року.

## Демографія
За даними перепису 
2000 року 
загальне населення округу становило 5932 осіб, зокрема міського населення було 3019, а сільського — 2913.
Серед мешканців округу чоловіків було 2960, а жінок — 2972. В окрузі було 2152 домогосподарства, 1543 родин, які мешкали в 2848 будинках.
Середній розмір родини становив 3,29.
Віковий розподіл населення поданий у таблиці:
| Стать    | До 15 років | 15-21 | 22-29 | 30-39 | 40-49 | 50-65 | 65-85 | Понад 85 |
| -------- | ----------- | ----- | ----- | ----- | ----- | ----- | ----- | -------- |
| Чоловіки | 775         | 337   | 222   | 378   | 406   | 464   | 346   | 32       |
| Жінки    | 751         | 302   | 246   | 398   | 383   | 462   | 375   | 55       |

## Суміжні округи
- Грант — північ
- Луна — схід
- Ascensión[en], Мексика — південний схід
- Janos, Chihuahua[en], Мексика — південь
- Аґуа-Прієта, Мексика — південний захід
- Кочіс, Аризона — захід
- Грінлі, Аризона — північний захід

## Виноски
1. ↑  Gazetteer
2. ↑  U.S. Decennial Census. United States Census Bureau. Архів оригіналу за 26 квітня 2015. Процитовано 2 січня 2015.
3. ↑  Historical Census Browser. University of Virginia Library. Архів оригіналу за 11 серпня 2012. Процитовано 2 січня 2015.
4. ↑  Population of Counties by Decennial Census: 1900 to 1990. United States Census Bureau. Архів оригіналу за 16 квітня 2015. Процитовано 2 січня 2015.
5. ↑  Census 2000 PHC-T-4. Ranking Tables for Counties: 1990 and 2000 (PDF). United States Census Bureau. Архів оригіналу (PDF) за 18 грудня 2014. Процитовано 2 січня 2015.
6. ↑  State & County QuickFacts. United States Census Bureau. Архів оригіналу за 6 червня 2011. Процитовано 29 вересня 2013. [Архівовано 2011-06-06 у Wayback Machine.](англ.) Наведено за англійською вікіпедією.
7. ↑  American FactFinder. Бюро перепису населення США. Архів оригіналу за 26 лютого 2012. Процитовано 31 січня 2008. [Архівовано 2008-05-21 у Wayback Machine.]

| США | Це незавершена стаття з географії США. Ви можете допомогти проєкту, виправивши або дописавши її. |